# Negrow
Negrow (Akronym für Never Ending Growth; * 9. Oktober 1991, bürgerlich Musa Bahoreh Jawara) ist ein deutscher Rapper aus Hamburg.

## Leben
Negrow kam als drittes Kind einer Deutschen und eines Gambiers in Hamburg zur Welt und wuchs im Stadtteil Steilshoop auf.
Im Alter von 17 Jahren zog er von zu Hause aus und strebte eine Karriere als Rapper an. Mit 22 Jahren zog er von Steilshoop in eine Wohnung in Winterhude mit eigenem Studio um. Er produzierte als Teil des Stylezhood-Kollektivs bereits seit 2013 erste abwechslungsreiche Hip-Hop-Tracks, u. a. zusammen mit der 187 Strassenbande und Nate57 von Rattos Locos Records, die er später auch als Support-Act auf Tour begleitete.
Ende 2017 realisierte Negrow seine Debüt-EP „City Kids“, nachdem zuvor seine Mixtapes „Louis Beton“ (2014) und „Natcho“ (2016) veröffentlicht worden waren.
Sein Album „Morgen“, das über Believe Digital vertrieben wird, erschien am 8. Februar 2019. Auf dem Album befinden sich Gastbeiträge von Bozza, Eso.Es, TaiMO und Mortel.

## Diskografie

### Alben
- 2019: Morgen

### Mixtapes
- 2014: Louis Beton
- 2016: Natcho
- 2020: Drip und Drill

### EPs
- 2018: City Kids

### Singles
- 2017: Morgens am Hafen
- 2017: Razer
- 2018: Zeichen der Liebe
- 2018: Schikki Mikki mit T-Ser
- 2018: XSTNZ
- 2018: Kleine Deals unter Nachbarn mit TaiMO
- 2018: YinYangDing
- 2019: Destiny
- 2019: Neben mir ein Curvy Chic
- 2019: Nonsense
- 2019: Hater mit TaiMO

### Gastbeiträge
- 2017: Open Mic Remix mit MC Ko auf dem Album Unter Deck von Nate57
- 2020: Scheiss drauf wie spät Remix auf dem Album Feature EP von TaiMO

### Musikvideos
- 2012: Ich sag nichts
- 2014: Nachts Unterwegs mit MC Ko
- 2016: Onkel Benz
- 2016: Was weißt du von
- 2017: Morgens am Hafen
- 2017: Razer
- 2018: Schikki Mikki mit T-Ser
- 2018: XSTNZ
- 2018: YinYangDing
- 2019: Destiny
- 2019: Nonsense
- 2019: Hater mit TaiMO
- 2019: Mansas mit King Pata
- 2020: Larifari
- 2020: Diamant